# Panagiōtīs Paraskeuopoulos
Panagiōtīs Paraskeuopoulos (in greco Παναγιώτης Παρασκευόπουλος?; Gortyna, 1875 – Corfù, 8 luglio 1956) è stato un discobolo e pesista greco.

## Biografia
Partecipò alle gare di atletica leggera delle prime Olimpiadi moderne che si svolsero ad Atene nel 1896, gareggiando nel lancio del disco, vincendo la medaglia d'argento con la misura di 28,95 m.
Prese parte anche ai Giochi della II Olimpiade, nel lancio del disco, piazzandosi quarto in finale, e nel getto del peso, arrivando quinto.

## Palmarès
| Anno | Manifestazione  | Sede   | Evento           | Risultato | Prestazione | Note |
| ---- | --------------- | ------ | ---------------- | --------- | ----------- | ---- |
| 1896 | Giochi olimpici | Atene  | Lancio del disco | Argento   | 28,95 m     |      |
| 1900 | Giochi olimpici | Parigi | Getto del peso   | 5º        | 11,52 m     |      |
| 1900 | Giochi olimpici | Parigi | Lancio del disco | 4º        | 34,50 m     |      |